# Toto (azienda)
La Toto (TOTO株式会社?, Tōtō Kabushiki-gaisha) è un'azienda giapponese specializzata nella produzione di apparecchi igienico-sanitari. Fondata nel 1917 a Kitakyūshū, in Giappone, è la società più grande al mondo nel settore della produzione di sanitari.
Il nome "Toto" è un'abbreviazione delle due parole giapponesi che formano il suo nome completo, Tōyō Tōki (東洋陶器? "Ceramiche orientali"). La società ha brevettato il washlet, un water con bidet integrato.

## Storia
L'azienda fu fondata nel 1917 a Kitakyūshū da Kazuchika Okura con il nome di Tōyō Tōki. Cinque anni prima Okura aveva istituito un laboratorio per sviluppare quella tipologia di ceramica sanitaria che era diventata comune in Europa e negli Stati Uniti. In quel momento della storia, infatti, in Giappone erano prevalentemente diffusi vasi alla turca e orinatoi, e non esisteva un vero e proprio sistema fognario, benché sia a Yokohama sia a Kanda fossero presenti dei rudimentali sistemi idraulici. Nel 1923 un forte terremoto colpì Tokyo, devastandola; durante la sua ricostruzione furono così implementati i primi moderni sistemi di fognature al fine di evitare epidemie in eventuali ulteriori terremoti. Nel frattempo la domanda di apparecchi igienico-sanitari crebbe rapidamente.
Dopo la seconda guerra mondiale la compagnia iniziò a produrre accessori per il bagno in metallo, rubinetti e ceramiche, mentre, per l'influenza dell'occupazione da parte degli Alleati, la diffusione dei bagni come sono conosciuti in Occidente aumentò considerevolmente. Negli anni sessanta si specializzò nell'edilizia prefabbricata, ricorrendo alla produzione di massa in modo da soddisfare la crescente richiesta di servizi igienici durante il periodo di forte crescita economica che contraddistinse gli anni cinquanta e sessanta del XX secolo. Nel 1964 la compagnia provvedette all'installazione di 1.044 bagni prefabbricati modulari nelle camere dell'Hotel New Otani di Tokyo, inaugurato in occasione delle Olimpiadi.
Nel 1977 la vendita di sanitari di tipo occidentale superò quella delle latrine tradizionali giapponesi; nel frattempo la compagnia, che aveva cambiato il nome in quello attuale nel 1970, aprì la sua prima filiale all'estero, la Surya Toto Indonesia. Nel 1980, basandosi sul water con bidet incorporato di provenienza svizzera e statunitense, presentò la serie "Washlet". L'apparecchio riscosse enorme successo e da allora il nome del prodotto è usato in riferimento a tutte le toilette giapponesi ad alta tecnologia. Un anno più tardi, la stessa tecnologia venne applicata anche ad altri prodotti con l'introduzione di cucine componibili di alta fascia.
Negli anni novanta del XX secolo la Toto iniziò a espandere il proprio mercato in Corea, Thailandia, Taiwan, Hong Kong, Cina e Stati Uniti, cui seguì negli anni duemila l'apertura di una filiale europea (Germania) e di una in Oceania.
Nel 1993 presentò la serie di washlet "Neorest", la quale offriva nuove funzioni e godeva di una tecnologia superiore rispetto ai suoi predecessori. Nel 1998 fu la volta del cosiddetto "Hydrotect", materiale autopulente per fotocatalisi, utilizzabile per uso interno ed esterno. Nel 2011 la compagnia aveva venduto 30 milioni di apparecchi washlet in tutto il mondo.

## Toto Museum

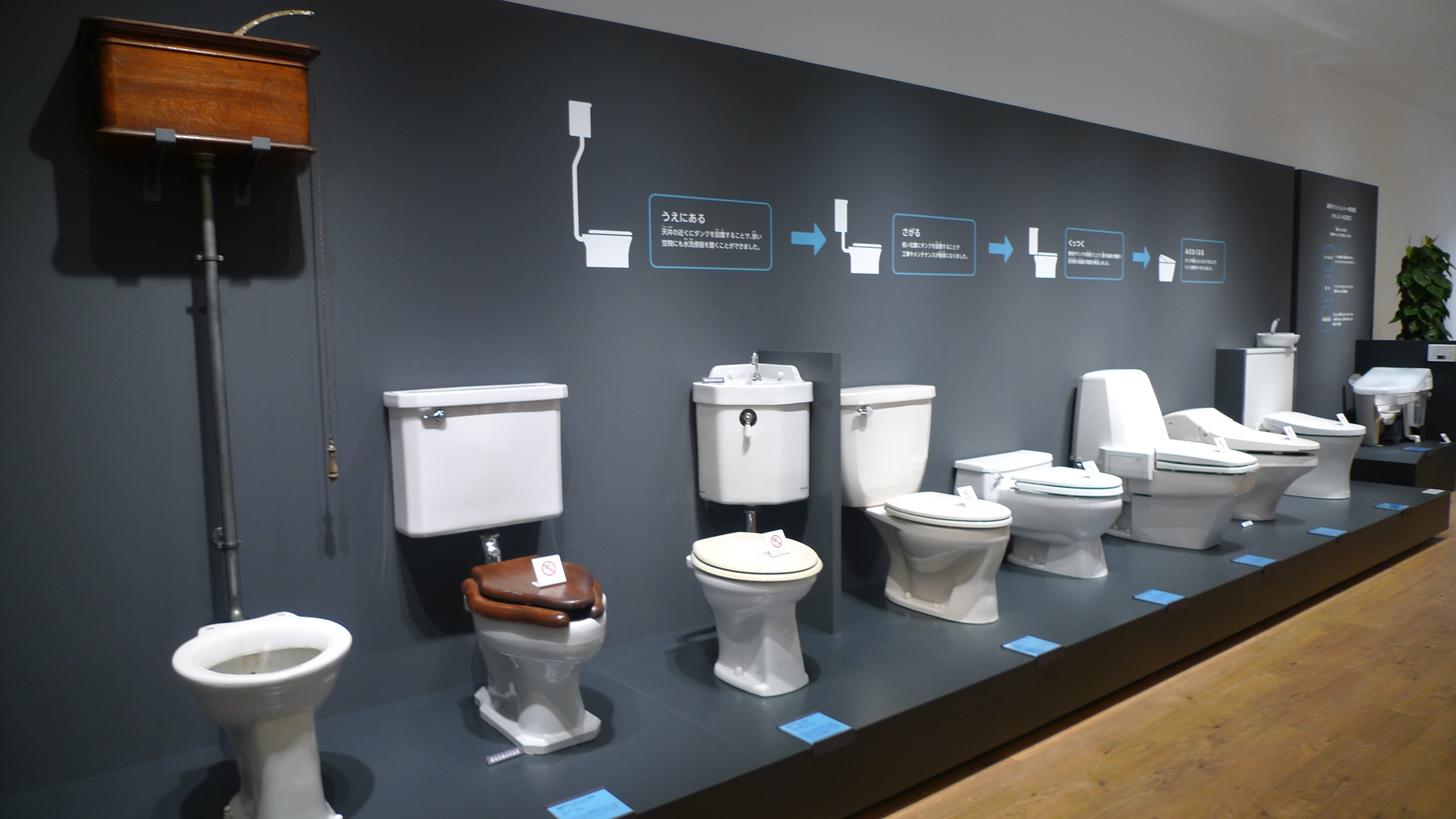
Una sezione del Toto Museum

Il Toto Musuem (TOTOミュージアム?) è un museo che ripercorre la storia delle toilette giapponesi e dei prodotti di marca Toto. Inaugurato in occasione del centesimo anniversario della compagnia, si trova anch'esso a Kitakyūshū. Il museo ospita una rassegna delle produzioni Toto, dai primi sanitari realizzati dall'azienda negli anni venti ai moderni washlet. Sono inoltre presenti sezioni dedicate ai personaggi che hanno fatto la storia della Toto e showroom dove i visitatori possono tenersi aggiornati sui nuovi prodotti disponibili.